# Sonarpsgölen
Sonarpsgölen är en sjö i Jönköpings kommun i Småland och ingår i Lagans huvudavrinningsområde. Sjöns area är 0,031 kvadratkilometer och den befinner sig 201,5 meter över havet.